# Tragelaphus
Tragelaphus és un gènere que conté diverses espècies de bovins, totes semblants a antílops. Els membres d'aquest grup tenen una mida gran, una constitució lleugera, un coll llarg i presenten un dimorfisme sexual considerable. Antigament, l'eland (Taurotragus oryx) era classificat dins aquest gènere com a T. oryx. El nom Tragelaphus ve del mític tragèlaf.
- Gènere Tragelaphus
  - Sitatunga, Tragelaphus spekeii
  - Niala, Tragelaphus angasii
  - Antílop jeroglífic, Tragelaphus scriptus
  - Niala de muntanya Tragelaphus buxtoni
  - Cudú petit, Tragelaphus imberbis
  - Cudú gros, Tragelaphus strepsiceros
  - Bongo, Tragelaphus eurycerus